# Cosmos (émission de télévision)
Pour les articles homonymes, voir Cosmos.
Cet article concerne la série télévisée. Pour le livre, voir Cosmos (livre de Carl Sagan).

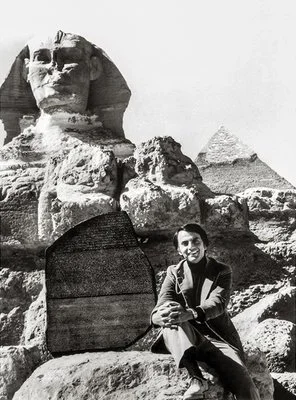
Carl Sagan en décembre 1981

Cosmos (Cosmos: A Personal Voyage) est une série télévisée américaine de vulgarisation scientifique, en treize épisodes d'une heure, présentée par l'astronome américain Carl Sagan, et créée par Sagan, Ann Druyan et Steven Soter. Elle a été  diffusée, aux États-Unis, entre le 28 septembre et le 21 décembre 1980 sur le réseau PBS.
En France, cette série a été diffusée sur Antenne 2.
Conjointement et en complément à la série, Sagan rédigera un livre, dont les 13 chapitres correspondent aux 13 épisodes de la série.

## Concept
Cette série envisage l'astronomie-astrophysique aussi bien d'un point de vue synchronique (voyages dans les planètes, étoiles et galaxies) que diachronique (évocation vivante de l'histoire de la pensée scientifique et astronomique au cours des siècles, depuis la Grèce antique ; évolution de l'Univers). Elle est abordable avec un niveau élémentaire de physique (fin de collège). 
Carl Sagan fait également dans cette série un vibrant plaidoyer pour la science, la raison et l'humanisme.

## Épisodes
1. Au bord de l'océan cosmique (The Shores of the Cosmic Ocean)
2. Une voix dans le concert cosmique (One Voice in the Cosmic Fugue)
3. L'harmonie des mondes (The Harmony of the Worlds)
4. Le paradis et l'enfer (Heaven and Hell)
5. Blues pour une planète rouge (Blues for a Red Planet)
6. Récits de voyageurs (Travelers' Tales)
7. L'épine dorsale de la nuit (The Backbone of Night)
8. Voyages dans le temps et l'espace (Journeys in Space and Time)
9. La vie des étoiles (The Lives of the Stars)
10. Au seuil de l'éternité (The Edge of Forever)
11. La persistance de la mémoire (The Persistence of Memory)
12. Encyclopédie galactica (Encyclopedia Galactica)
13. Les ambassadeurs de la Terre ? (Who Speaks for Earth?)

## Réédition
Une réédition en l'an 2000 sous forme de sept DVD a donné l'occasion aux auteurs de mettre à jour le contenu scientifique. Des sous-titres complètent les séquences « inexactes » et détaillent les nouvelles découvertes.